# الدنغة (الحيمة الخارجية)

تعديل مصدري - تعديل

الدنغة هي إحدى قرى عزلة سهام بمديرية الحيمة الخارجية التابعة لمحافظة صنعاء، بلغ تعداد سكانها 61 نسمة حسب تعداد اليمن لعام 2004.